# هوارمي
هوارمي (بالإنجليزية: Huarmey)‏ هي مدينة، تتبع إقليم أنكاش، هي عاصمة Huarmey province ‏.